# Vali Asr Kerman
Vali Asr Kerman (código UCI: TPT) es un equipo ciclista iraní de categoría Continental.
El equipo corre principalmente en carreras del UCI Asia Tour, el circuito continental asiático.
Fundado en 2007, está dirigido por la familia Eslami.

## Sede
El equipo tiene su sede en Kermán, capital de la provincia de Kermán (Irán).
- Datos: Q1881366